# Sielsowiet Płotnica
Sielsowiet Płotnica (biał. Плотніцкі сельсавет; ros. Плотницкий сельсовет) – sielsowiet na Białorusi, w obwodzie brzeskim, w rejonie stolińskim, z siedzibą w Płotnicy. Północną granicę sielsowietu stanowi Prypeć.
Według spisu z 2009 sielsowiet Płotnica zamieszkiwało 2107 osób, w tym 2075 Białorusinów (98,48%), 18 Ukraińców (0,85%), 11 Rosjan (0,52%), 2 Polaków (0,09%) i 1 Ormianin (0,05%).

## Miejscowości
- agromiasteczko:
  - Płotnica
- wsie:
  - Brodcze
  - Korobie
  - Sityck
  - Stachów